# Коссобуди
Коссобуди (пол. Kossobudy) — село в Польщі, у гміні Рацьонж Плонського повіту Мазовецького воєводства.
Населення — 209 осіб (2011).
У 1975-1998 роках село належало до Цехановського воєводства.

## Демографія
Демографічна структура станом на 31 березня 2011 року:
|          | Загалом | Допрацездатний вік | Працездатний вік | Постпрацездатний вік |
| -------- | ------- | ------------------ | ---------------- | -------------------- |
| Чоловіки | 107     | 25                 | 73               | 9                    |
| Жінки    | 102     | 24                 | 57               | 21                   |
| Разом    | 209     | 49                 | 130              | 30                   |